# Чупаве главе
Чупаве главе, први је студијски албум југословенског хард рок бенда Метро. 

## Песме
1. У кризи сам - 3:37
2. Устани и певај - 4:01
3. Пробуди се генерацијо - 05:46
4. Кад уђеш у свет паклених анђела - 04:09
5. Веруј ми - 05:51
6. Чупаве главе - 03:24
7. Гребатор - 04:00
8. Друштво за провод - 04:30

## Музичари
- Бранко Савић – глас (Sennheiser MD 421)
- Иван Максимовић – гитара (’78. Fender Stratocaster S, Gibson 12 th. string acoustic guitar, ’76. Marshall Super Lead 100 Tube, ’69. Marshall Super Bass Tube, Peavey Renown 400, Acoustic Combo 114)
- Петар Максимовић – бас (’69. Fender Jazz Bass F, Hondo II Bass, Peavey Mark IV 400 w / 2 x 15 ’’ Celection Spekaers)
- Саша Крстић – клавијатуре (Hammond C3 organ ; Leslie Organ Speaker, Mini Moog synthesizer, Fender Rhodes piano, Hohner Clavinet D6, Solina Strings)
- Здравко Лалић – бубњеви (Ludwig Quadro Plus, Zildijan Cymbals)